# Municipio de Welborn
El municipio de Welborn (en inglés: Welborn Township) es un municipio ubicado en el condado de Conway en el estado estadounidense de Arkansas. En el año 2010 tenía una población de 8831 habitantes y una densidad poblacional de 43,4 personas por km².

## Geografía
El municipio de Welborn se encuentra ubicado en las coordenadas 35°10′18″N 92°45′37″O / 35.17167, -92.76028. Según la Oficina del Censo de los Estados Unidos, el municipio tiene una superficie total de 203.49 km², de la cual 192.19 km² corresponden a tierra firme y (5.55%) 11.3 km² es agua.

## Demografía
Según el censo de 2010, había 8831 personas residiendo en el municipio de Welborn. La densidad de población era de 43,4 hab./km². De los 8831 habitantes, el municipio de Welborn estaba compuesto por el 79.4% blancos, el 14.28% eran afroamericanos, el 0.65% eran amerindios, el 0.63% eran asiáticos, el 0.03% eran isleños del Pacífico, el 2.63% eran de otras razas y el 2.38% pertenecían a dos o más razas. Del total de la población el 5.53% eran hispanos o latinos de cualquier raza.